# Лос-Конос
Лос-Конос (исп. Los Conos) — посёлок в центральной части Мексики, на территории штата Агуаскальентес. Входит в состав муниципалитета Эль-Льяно.

## Географическое положение
Лос-Конос расположен на востоке штата, на расстоянии приблизительно 24 километров (по прямой) к востоку от города Агуаскальентес. Абсолютная высота — 2003 метра над уровнем моря.

## Население
Согласно данным, полученным в ходе проведения официальной переписи 2005 года, в посёлке проживало 913 человек (449 мужчин и 464 женщины). Насчитывалось 216 домов. По возрастному диапазону население распределилось следующим образом: 47,2 % — жители младше 18 лет, 43,3 % — между 18 и 59 годами и 9,5 % — в возрасте 60 лет и старше. Уровень грамотности среди жителей старше 15 лет составлял 96,8 %.
По данным переписи 2010 года, численность населения Лос-Коноса составляла 1108 человек. Динамика численности населения посёлка по годам:
| 2000 | 2005 | 2010 |
| ---- | ---- | ---- |
| 926  | 913  | 1108 |